# Parerythrops affinis
Parerythrops affinis är en kräftdjursart som beskrevs av Yakov Avadievich Birstein och Tchindonova 1958. Parerythrops affinis ingår i släktet Parerythrops och familjen Mysidae. Inga underarter finns listade i Catalogue of Life.